# مسجد بيدا
مسجد بيدا (بالصينية:北大寺) هو مسجد يقع في مدينة تشينيانغ التابعة لمقاطعة خنان ، الصين .وهو أكبر جامع في السهول الصينية الوسطى . 

## التاريخ
وفقًا لتاريخ ترميم المسجد فقد تم تأسيسه لأول مرة في عهد الإمبراطور المغولي لأسرة يوان الشمالية طوخون بن تيمور (1341 – 1368) من أسرة يوان (1271 – 1368) وأعيد بناؤها في 1561 ، وهي السنة الأربعون من حكم جيا جينغ (1522 – 1566) من سلالة مينغ (1368 – 1644). تحول المسجد إلى رماد بنيران مدمرة في عام 1628 ، وتم ترميمه في عام 1631 ، في عهد الأمرباطور جونج جنن . من أسرة تشينغ (1644 – 1911) ، سقط بالكامل في الزلزال الذي وقع في عهد الإمبراطور دوجوانج (1821 – 1850) ، وأعيد بناؤه في موقعه الأصلي في عام 1887 ، في السنة الثالثة عشرة من فترة جوانجكسو (1875 – 1908) ). 
في مايو 2006 ، تم إدراجه في قائمة المواقع التاريخية والثقافية الرئيسية من قبل مجلس الدولة الصيني . 

## هندسة معمارية
تم بناء المسجد على طراز العمارة الصينية ويحتل مساحة إجمالية قدرها 3100 متر مربع. وفيه مصليان للرجال والنساء. 